# Erich Mende
Erich Mende, född den 28 oktober 1916 i Groß Strehlitz i Preussen, död den 6 maj 1998 i Bonn, Tyskland, var en tysk officer och politiker.

## Biografi
Mende föddes i Groß Strehlitz, i provinsen Schlesien, en provins i dåvarande kungariket Preussen, idag Strzelce Opolskie, en del av Opole vojvodskap i Polen. Han var son till Max Mende (1885-1943) och hans hustru Anna (1889-1968). Hans far var chef för en gymnasieskola och var, som vanligt bland katoliker, anhängare av Centern.
Efter examen från Königliches Johanneum i Groß Strehlitz 1936 bestämde han sig för att bli professionell soldat och tog värvning i Wehrmachts 84:e infanteriregemente, som sedan underordnades den 8:e infanteridivisionen vid Gleiwitz, vid den tysk-polska gränsen. Under tjänstgöring i andra världskriget sårades han flera gånger under uppmärksammade insatser på östfronten i strider mot ryska Röda armén.
I april 1944 introducerade general Werner von Bercken honom till generalmajor Henning von Tresckow, som organiserade det tyska motståndet mot Adolf Hitler. I detta korta möte uppmuntrade Von Bercken Mende att öppet dela sin pessimistiska syn på resultatet av kriget. Mende framhöll då till von Bercken och von Tresckow att den tyska ledningen behövde hitta en politisk lösning, förhandla om fred, då kriget inte kunde vinnas med militära medel.
Efter sin frigivning från brittisk fångenskap, tog Mende upp studier av juridik och statsvetenskap vid universitetet i Köln, där han disputerade 1949. Han medverkade också till att grunda Fria demokratiska partiet (FDP) 1945 och var dess ledare 1960-67.
År 1963 blev han vicekansler i Västtyskland och minister för alltyska frågor i koalitionen mellan CDU och FDP men avgick 1966. År 1970 lämnade han fridemokraterna och gick in i Kristliga demokratiska partiet (CDU).

## Utmärkelser
Mende tilldelades
- Järnkorset (1939) 1:a och 2:a klass (8 november 1939 resp. 1 juni 1940),
- Närstridskorset i brons,
- Tyska korset i guld den 30 maj 1942,
- Riddarkorset av Järnkorset den 28 februari 1945,
- Stora förtjänstkorset av Förbundsrepubliken Tyskland.